# أندي دونينغ
أندي دونينغ (بالإنجليزية: Andy Dunning)‏ هو لاعب كرة قاعدة أمريكي، ولد في 12 أغسطس 1871، وتوفي في 21 يونيو 1952.

## وصلات خارجية
- أندي دونينغ على موقعبيزبول رفرنس.كوم (الدوري الرئيسي) (الإنجليزية)
- أندي دونينغ على موقعبيزبول رفرنس.كوم (الدوري الثانوي) (الإنجليزية)